# Ducado de San Jaime

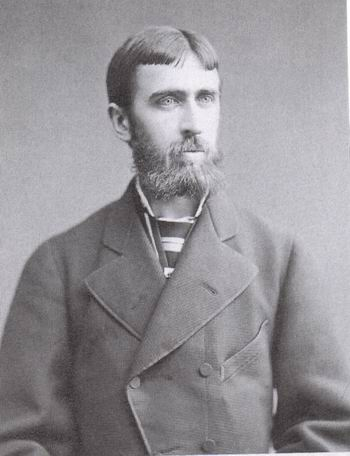
Alfonso Carlos de Borbón, pretendiente carlista al Trono de España como Alfonso Carlos I.

El ducado de San Jaime es el título de incógnito (y de señalamiento) que adoptó Alfonso Carlos de Borbón como pretendiente carlista al Trono de España.
El 2 de octubre de 1931 moría sin descendencia Jaime de Borbón, pretendiente a la Corona española como Jaime III. Los derechos dinásticos de la rama carlista recayeron entonces en su tío Alfonso Carlos, de 82 años de edad, quien decidió adoptar como medio de incógnito el título de «duque de San Jaime». Según afirmó el propio Alfonso Carlos en una carta enviada el 4 de noviembre de 1931 al marqués de Villores, el título tenía una «significación a la vez religiosa, patriótica y tradicionalista».
Años después de la muerte de Alfonso Carlos, el título de «duque de San Jaime» volvería a ser utilizado. Desde el 29 de septiembre de 1961 por Carlos Hugo de Borbón-Parma, primogénito de Javier de Borbón-Parma (pretendiente carlista como Javier I). Incluso de forma oficiosa por el régimen del general Franco. Posteriormente por Jaime de Borbón-Parma, hijo del citado Carlos Hugo, quien comenzó a usarlo tras un acto carlista celebrado en Arbonne (Francia) el 28 de septiembre de 2003.